# پهالموبه
پهالموبه (به لاتین: Phalombe) یک شهر در مالاوی است که در منطقه جنوبی مالاوی واقع شده‌است.

## خصوصیات
پهالموبه ۳٬۰۵۸ نفر جمعیت دارد.